# Хоенбрун
Хоенбрун (њем. Hohenbrunn) општина је у њемачкој савезној држави Баварска. Једно је од 29 општинских средишта округа Минхен. Према процјени из 2010. у општини је живјело 8.872 становника. Посједује регионалну шифру (AGS) 9184129.

## Географски и демографски подаци
Хоенбрун се налази у савезној држави Баварска у округу Минхен. Општина се налази на надморској висини од 568 метара. Површина општине износи 16,8 km². У самом мјесту је, према процјени из 2010. године, живјело 8.872 становника. Просјечна густина становништва износи 527 становника/km².